# Zijspancross
Zijspancross is een vorm van motocross met zijspannen. 
De crossbanen en het wedstrijdverloop bij de zijspancross zijn hetzelfde als bij de solomotocross, alleen wordt de zijspancombinatie bestuurd door twee personen. 
De rijder stuurt met het stuur, maar de bakkenist moet via zijn gewichtsverplaatsing zorgen voor balans en grip. Dit gebeurt zowel in de lucht als in de bochten. Het is dus niet zomaar meerijden want bakkenisten op topniveau is erg veeleisend, men moet wendbaar en snel zijn alsook meehelpen alle schokken op te vangen en meesturen waar nodig.

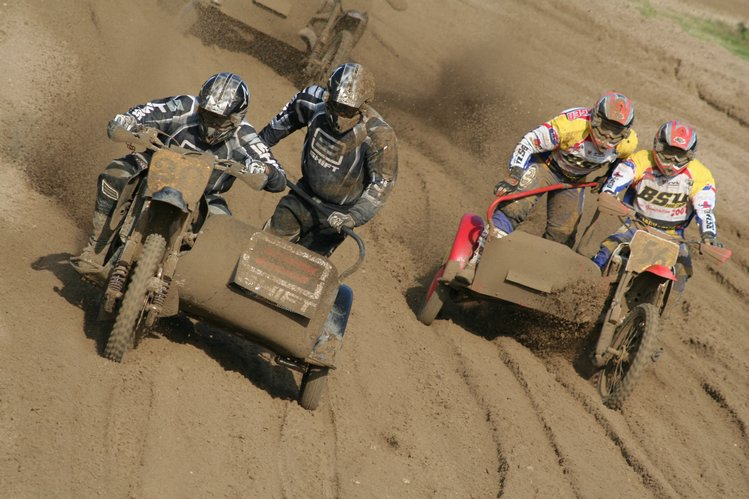
Zijspancrossers kunnen met zowel een linkse als rechtse bak zijn uitgerust

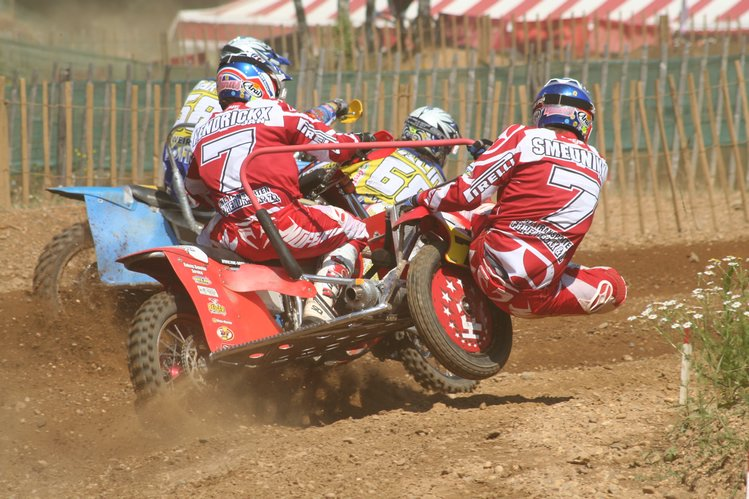
De bakkenist moet proberen de motor in evenwicht te houden

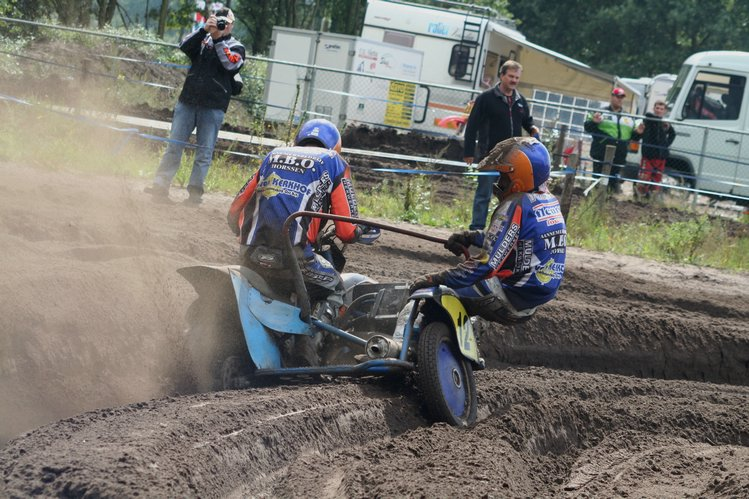
Deze baan heeft een zachte ondergrond

Het zijspan mag zowel rechts als links gemonteerd zijn. In de basis rijden combinaties uit landen waar het verkeer rechts rijdt, ook met een rechtse bak en vica versa.
Vroeger werden vaak tweecilinder viertaktmotoren gemonteerd voor het crosswerk, tegenwoordig meestal opgeboorde 500 cc eencilinder-tweetaktmotoren of speciaal geprepareerde een-cilinder twee-takt blokken waarvan de beste blokken een vermogen kunnen leveren van meer dan 100 PK. De laatste jaren echter verschijnen er weer zijspancrossers met viertaktmotoren, onder andere van de merken Husaberg en KTM. In 2006 werd er voor het eerst sinds ongeveer 20 jaar weer een mondiale GP-overwinning geboekt door een viertaktmachine. In 2009 werd de comeback van de viertakten bekroond door de Belg Joris Hendrickx, die wereldkampioen werd met behulp van een viertakt-KTM.
De zijspanmotocross is ontstaan in België en drong pas echt goed door in de rest van Europa na de Tweede Wereldoorlog. De eerste wedstrijden in Nederland waren echter al voor de Tweede Wereldoorlog op het landgoed Duinrell nabij Wassenaar, dat op deze manier uitgroeide tot attractiepark Duinrell.
In het jaar 1971 werd het eerste Europese kampioenschap voor de zijspancrossers gehouden, 10 jaar later werd dit gepromoveerd tot het FIM wereldkampioenschap zijspanmotocross. Dit ondanks dat het zijspancross WK zich voornamelijk in Europa afspeelt. Niet dat de sport niet wordt beoefend op andere continenten, er zijn immers ook zijspancrosskampioenschappen in de Verenigde Staten en in Australië.

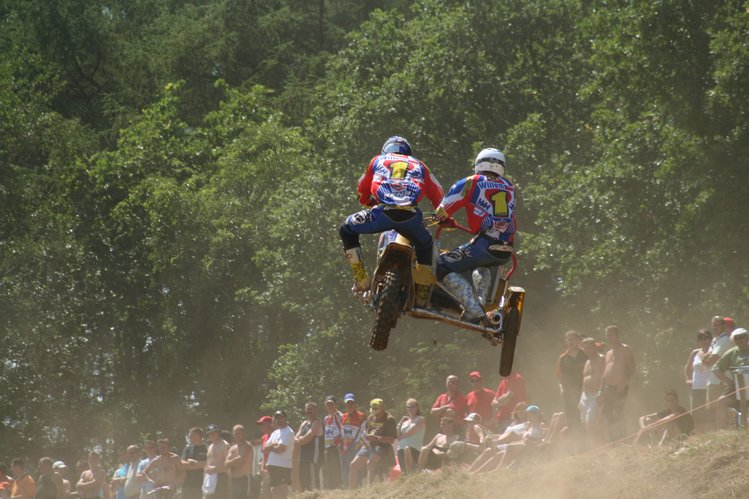
Ook in de lucht moet de bakkenist alles rechthouden

Een zijspancrosswedstrijd bestaat meestal uit een training, kwalificatie/tijdtraining en 2 heats. 
Bij een Grand Prix betekent dit bij minder dan 32 deelnemers op zaterdag twee oefensessies van 30 minuten en kwalificatie-race van 20 minuten en 1 ronde. De uitslag van de kwalificatie bepaalt de rangorde om een plek achter het starthek te kiezen voor de wedstrijden op de zondag. De 31e en 32e plek zijn reserveplekken in het geval dat er een beter gekwalificeerde combinatie (gedeeltelijk) niet meer deel kan nemen op de zondag. Veel vaker komt het echter voor dat er meer dan 32 teams aanwezig zijn voor een GP. Dan worden de deelnemers in twee groepen opgesplitst. Men rijdt dan in groep A of B. Beide groepen rijden één vrije training van 30 minuten en één pre-kwalificatie van 30 minuten waarin het team met de snelste tijd als eerste een plek achter het starthek mag kiezen voor de latere kwalificatierace. De kwalificatie-races in groep A (start 15:00 plaatselijke tijd) en groep B (start 16:00 plaatselijke tijd) duren beide 20 minuten + 2 rondes. Van elke twee groepen plaatsen de beste 12 deelnemers zich direct. De overige zes plaatsen alsmede de twee reserveplekken voor de eigenlijke GP op zondag worden verdeeld in een last-chance-kwalificatietraining op de late zaterdagmiddag waarin men een snelle ronde tijd moet neerzetten.
Op de zondag is er in de morgen nog een warm-up van 30 minuten. De twee eigenlijke GP wedstrijden beginnen om 13.15 en 16.00 uur plaatselijke tijd. De beide heats worden vooraf gegaan door een 'sightinglap' waarin de teams nog 1 ronde langzaam rijdend de baan kunnen verkennen vlakvoor de start. De heats zelf duren 30 minuten en 2 rondes. Aan het einde van de dag heeft degene met de meeste punten, die worden behaald door een zo hoog mogelijke klassering in de heats, de Grand Prix gewonnen. Degene die na alle Grand Prix de meeste punten heeft mag zich Wereldkampioen Zijspanmotorcross noemen. De meest succesvolle coureur in de geschiedenis is Daniël Willemsen, die maar liefst tien keer wereldkampioen werd.
Kleinere wedstrijden, zoals landskampioenschappen bestaan uit kortere trainingen en kwalificatietrainingen, zodat alles op één dag verreden kan worden. Vaak zijn de heats tijdens landskampioenschappen ook korter (bijvoorbeeld 25 min. in plaats van 30 min.)
Het wedstrijdbeeld per (zijspan)motocross Grand Prix kan erg veel verschillen doordat motocrosscircuits, in tegenstelling tot wegracecircuits, verschillende soorten ondergrond kunnen hebben. In Nederland is dit voornamelijk zand, maar in landen als Duitsland en Frankrijk zijn voornamelijk banen met harde grondsoorten. Zijspancrossen in het zand gaat langzamer maar is moeilijker door de vele sporen die een zandbaan krijgt. Vaak is het daarom ook fysiek zwaarder voor rijder en bakkenist dan het rijden op een harde baan. De snelheid op een baan met een harde ondergrond is echter vele male hoger dan in het zand en de sprongen over de hindernissen daarom vaak ook.
Doordat de snelheid hoger is op een harde grond moet de handelingssnelheid van rijder en bakkenist ook sneller zijn als op het zand.